# San Francisco Xonacatlán
San Francisco Xonacatlán est une ville de l'État de Mexico. Elle est située dans la municipalité de Xonacatlán.
Son code de zone est le 719 ; son code postal est 52060.
Son titre foncier a été établi dans le Codex de San Francisco Xonacatlán, qui décrit les pré-Colombienne et l'histoire coloniale de la ville, et des détails de ses frontières terrestres. Le vice-roi Antonio de Mendoza a obtenu les terres de la ville en 1528. Le codex est "l'un des plus complets de la Techialoyan corpus des manuscrits et des peintures en termes de contenu".